# 安州市
座標: 北緯39度37分 東経125度40分 / 北緯39.617度 東経125.667度
安州市（アンジュし）は朝鮮民主主義人民共和国平安南道に属する市。
安州周辺は北朝鮮最大の炭坑地帯である。

## 地理
平安南道の西北端に位置する。清川江下流域の南岸に位置し（市域は一部北岸を含む）、東に价川市、南に順川市・粛川郡、西に文徳郡に接する。北は平安北道と隣接する。

## 行政区域
20洞・22里を管轄する。
| - 亀峯洞（クボンドン） - 南川洞（ナムチョンドン） - 南坪洞（ナンピョンドン） - 南興洞（ナムンドン） - 徳星洞（トクソンドン） - 独山洞（トクサンドン） - 燈房山洞（トゥンバンサンドン） - 龍淵洞（リョンヨンドン） - 文峯洞（ムンボンドン） - 弥上洞（ミサンドン） - 松巌洞（ソンアムドン） - 新院洞（シヌォンドン） - 駅前洞（ヨクチョンドン） - 元興洞（ウォヌンドン） - 蒼松洞（チャンソンドン） - 青松洞（チョンソンドン） - 清川江洞（チョンチョンガンドン） - 七星洞（チルソンドン） - 豊年洞（プンニョンドン） - 氈山洞（チョンサンドン） | - 南七里（ナムチルリ） - 龍渓里（リョンゲリ） - 龍花里（リョンファリ） - 龍興里（リョンフンニ） - 祥瑞里（サンソリ） - 船興里（ソヌンニ） - 松道里（ソンドリ） - 松鶴里（ソンハンニ） - 延豊里（ヨンプンニ） - 雲松里（ウンソンニ） - 雲鶴里（ウナンニ） - 元豊里（ウォンプンニ） - 長川里（チャンチョンニ） - 平栗里（ピョンニュルリ） - 九龍里（クリョンニ） - 龍潭里（リョンダムニ） - 龍伏里（リョンボンニ） - 龍田里（リョンジョンニ） - 立石里（リプソンニ） - 盤龍里（パルリョンニ） - 新興里（シヌンニ） - 中興里（チュンフンニ） |

## 歴史

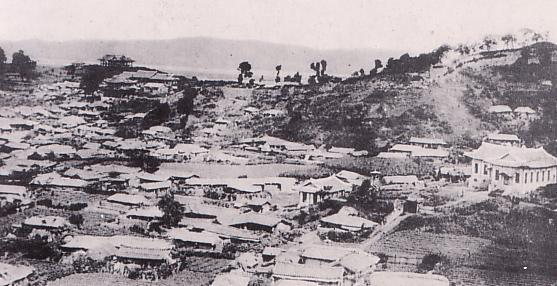
日本統治時代の安州邑

歴史的には朝鮮の西北地域の中心部の一つであり、朝鮮八道における平安道の名は平壌と安州に由来している。
1945年8月の時点で、1邑7面から構成されていた。1952年12月に一部を文徳郡・成川郡として分離、安州邑・雲谷面・新安州面と東面の一部で安州郡を再構成した。

### 年表
この節の出典
- 高句麗 - 息城郡が置かれた。
- 唐 - 安東都護府に所属した。
- 新羅 - 重盤郡と改称された。
- 高麗 - 彭原郡と改称された。
- 931年 - 安北府が置かれ、成宗代に都護府に昇格した。
- 1231年 - モンゴル軍の侵入を受けて陥落（安北府の戦い）。
- 1369年 - 安州万戸府が置かれ、のちに牧にかわった。
- 1895年 - 平壌府安州郡が置かれた。
- 1895年 - 平安南道安州郡となった。
- 1905年 - 京義線（現・平義線）が開通し、新安州駅（現・新安州青年駅）が開業した。
- 1914年4月1日 - 郡面併合により、平安南道安州郡に以下の面が成立。(8面)
  - 州内面・新安州面・雲谷面・東面・燕湖面・大尼面・立石面・龍花面
- 1929年 - 州内面が安州面に改称。(8面)
- 1931年4月1日 - 安州面が安州邑に昇格。(1邑7面)
- 1949年 - 安州邑が安州面に降格。(8面)
- 1952年12月 - 郡面里統廃合により、平安南道安州郡新安州面・雲谷面および安州面・東面の各一部地域をもって、安州郡を設置。安州郡に以下の邑・里が成立。(1邑26里)
  - 安州邑・弥上里・龍淵里・三龍里・金城里・船興里・長川里・元豊里・元興里・雲松里・蒼松里・青松里・松鶴里・南七里・雲鶴里・龍渓里・龍興里・平栗里・祥瑞里・雲興里・龍伏里・立石里・盤龍里・九龍里・龍潭里・龍田里・中興里
- 1953年12月 - 价川郡西南里の一部が祥瑞里に編入。(1邑26里)
- 1954年 (1邑27里)
  - 祥瑞里の一部が分立し、松巌里が発足。
  - 三龍里の一部が安州邑に編入。
  - 平栗里の一部が祥瑞里に編入。
- 1958年6月 - 平安北道博川郡龍興里の一部が分立し、龍花里が発足。(1邑28里)
- 1963年 - 元興里が新安州労働者区に昇格。(1邑1労働者区27里)
- 1967年 (1邑1労働者区25里)
  - 金城里が元豊里に編入。
  - 三龍里および雲鶴里の一部が弥上里に編入。
- 1974年 - 雲興里が龍興里に編入。(1邑1労働者区24里)
- 1977年 - 龍興里が延豊里に改称。(1邑1労働者区24里)
- 1980年6月 - 平安北道博川郡松道里・徳星労働者区・龍興里を編入。(1邑2労働者区26里)
  - 徳星労働者区が南興労働者区に改称。
- 1987年8月 - 安州郡が安州市に昇格。(16洞23里)
  - 安州邑の一部が分立し、燈房山洞・南川洞・七星洞が発足。
  - 龍淵里および安州邑の残部が合併し、龍淵洞が発足。
  - 新安州労働者区の一部が分立し、新院洞・元興洞が発足。
  - 新安州労働者区の残部・松鶴里の一部が合併し、駅前洞が発足。
  - 南興労働者区が分割され、南坪洞・亀峯洞・南興洞・徳星洞・独山洞が発足。
  - 元豊里の一部が分立し、清川江洞が発足。
  - 弥上里の一部が分立し、豊年洞が発足。
  - 青松里が青松洞に昇格。
  - 蒼松里が蒼松洞に昇格。
- 1993年 (18洞22里)
  - 新院洞・豊年洞・蒼松洞・雲鶴里・弥上里の各一部が合併し、文峯里が発足。
  - 松巌里が松巌洞に昇格。
  - 弥上里が弥上洞に昇格。
- 1994年3月 - 文峯里が文峯洞に昇格。(19洞21里)
- 1997年8月 (19洞14里)
  - 松巌洞の一部が分立し、价川市龍源洞となる。
  - 龍伏里・龍潭里・龍田里・中興里・立石里・盤龍里・九龍里が新設の雲谷地区に編入。
- 2006年9月頃 - 雲谷地区氈山労働者区・九龍里・龍潭里・龍伏里・龍田里・立石里・盤龍里・新興里・中興里を編入。(20洞22里)
  - 氈山労働者区が氈山洞に昇格。

## 交通

### 鉄道
- 平義線
  - 大橋駅 - 新安州青年駅
- 价川線
  - 新安州青年駅 - 安州駅 - 北松里駅 - 延豊駅
- 亀鳳山線
  - 松道駅 - 亀鳳山駅 - 東南興駅
- 南興線
  - 松道駅 - 南興駅
- 清火力線
  - 亀鳳山駅 - 清火力駅

## 註
1. ↑  新エネルギー・産業技術総合開発機構（NEDO）石炭事業部 「国別石炭情報：北朝鮮」
2. ↑  평안남도 안주시 역사